# Kiek in de Kök
Kiek in de Kök, česky lze přeložit jako Pohled do kuchyně, je historická hradební věž. Nachází se ve čtvrti Vanalinn městského obvodu Kesklinn hlavního města Tallinn v Estonsku.

## Další informace
Kiek in de Kök byla původně dělostřelecká věž městských hradeb Tallinnu. První písemná zmínka o věži pochází z roku 1475 a v roce 1483 byla přestavěna a s výškou 38 m je nejvyšší věží místních hradeb. V roce 1577 byla věž těžce poškozna carským Ruskem. V letech 1601 až 1602 byla věž obnovena a v souvislosti s výstavbou nových hradeb byla věž v letech 1693-1697 rozsáhle přestavěna. Nakonec sloužila jako skladiště střelného prachu a pak k civilním účelům. Zchátralá věž se začala renovovat v roce 1958 a v letech 1966 až 1968 proběhla významná rekonstrukce. K budově patří také rozsáhlé podzemní prostory (tunely) využívané i v době Sovětského svazu. Od roku 1968 je zde část expozic Městského muzea Tallinn, kde součástí muzea je také návštěva podzemních prostor a částí hradeb.

## Galerie

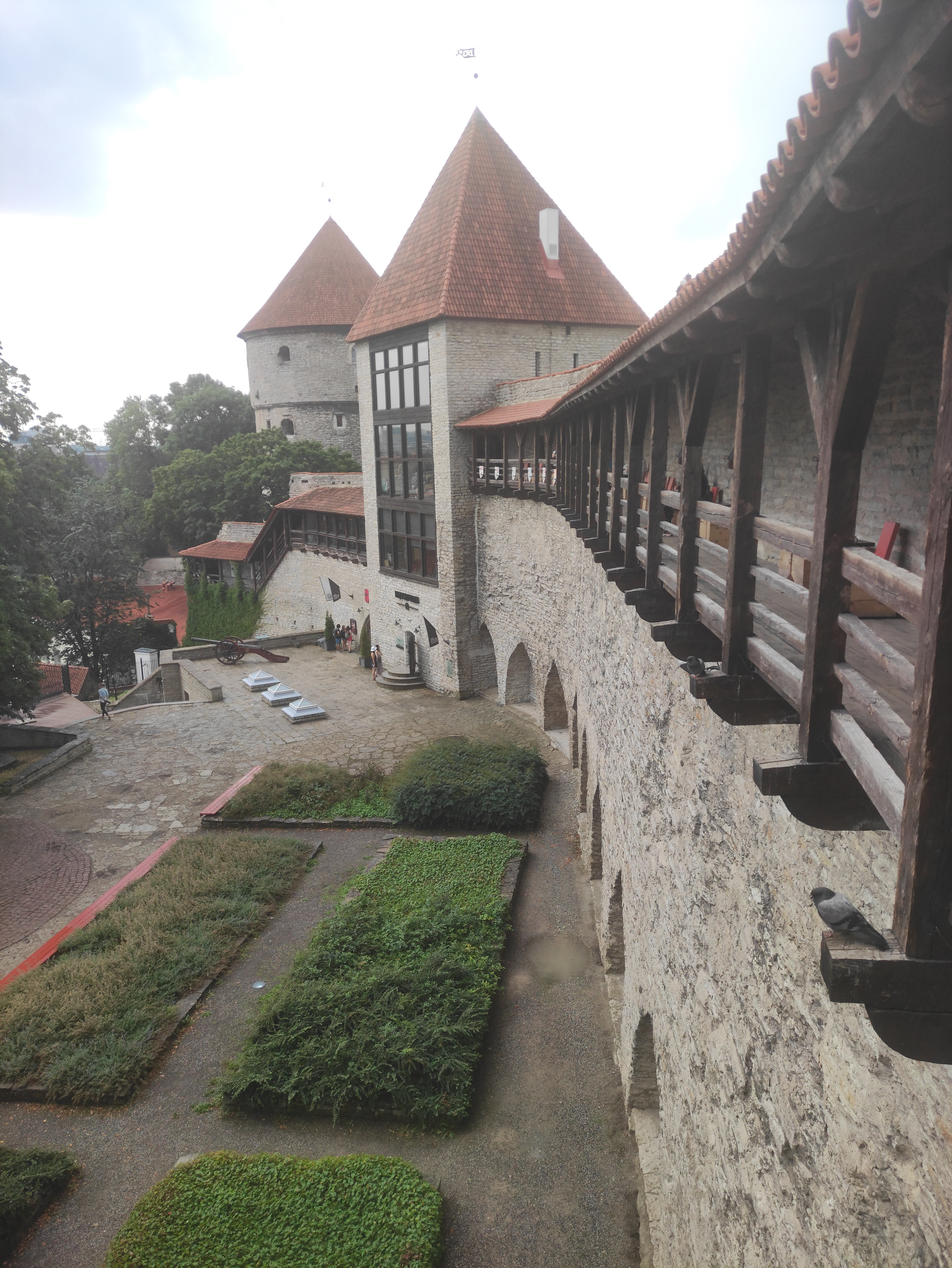
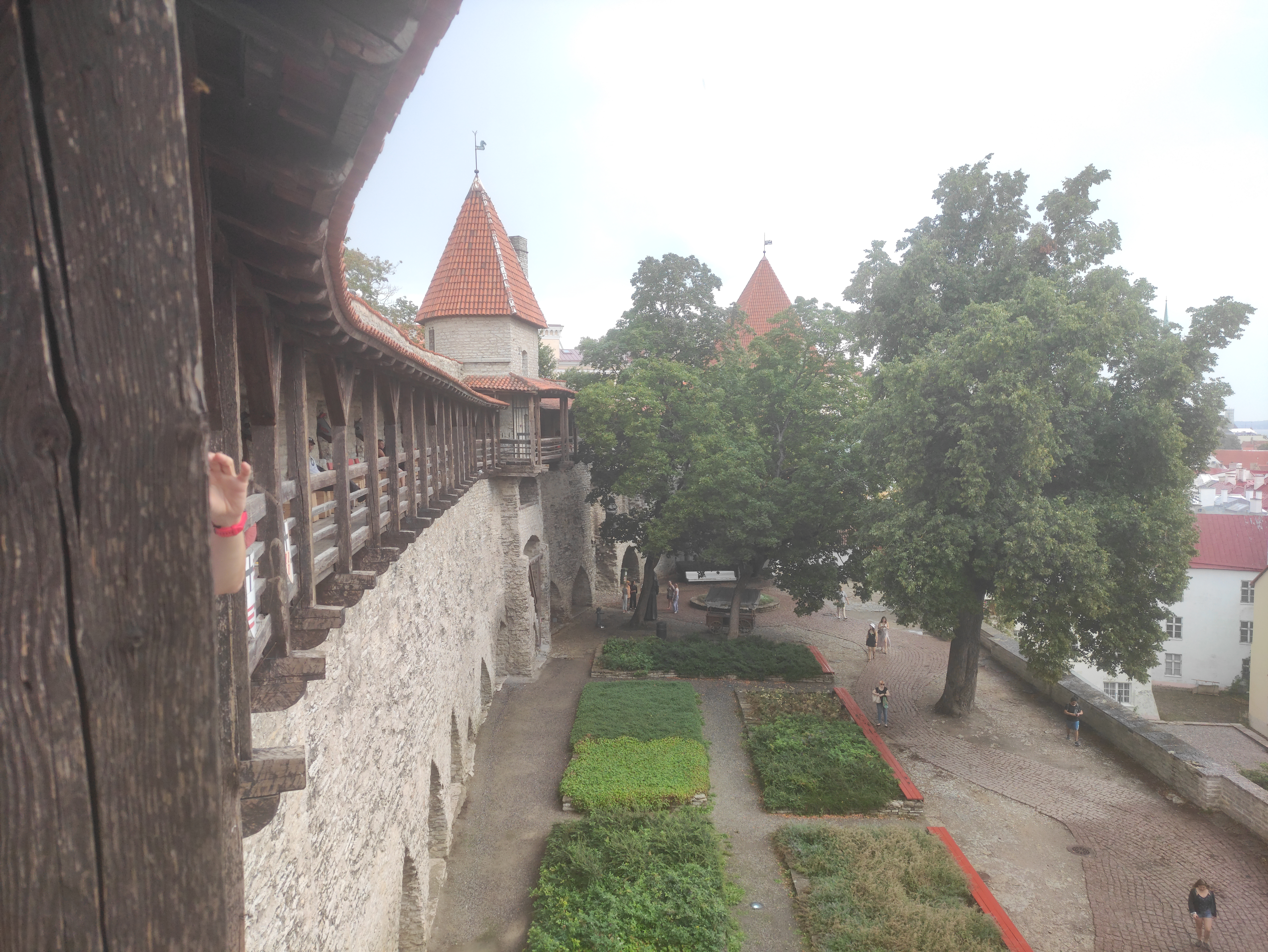
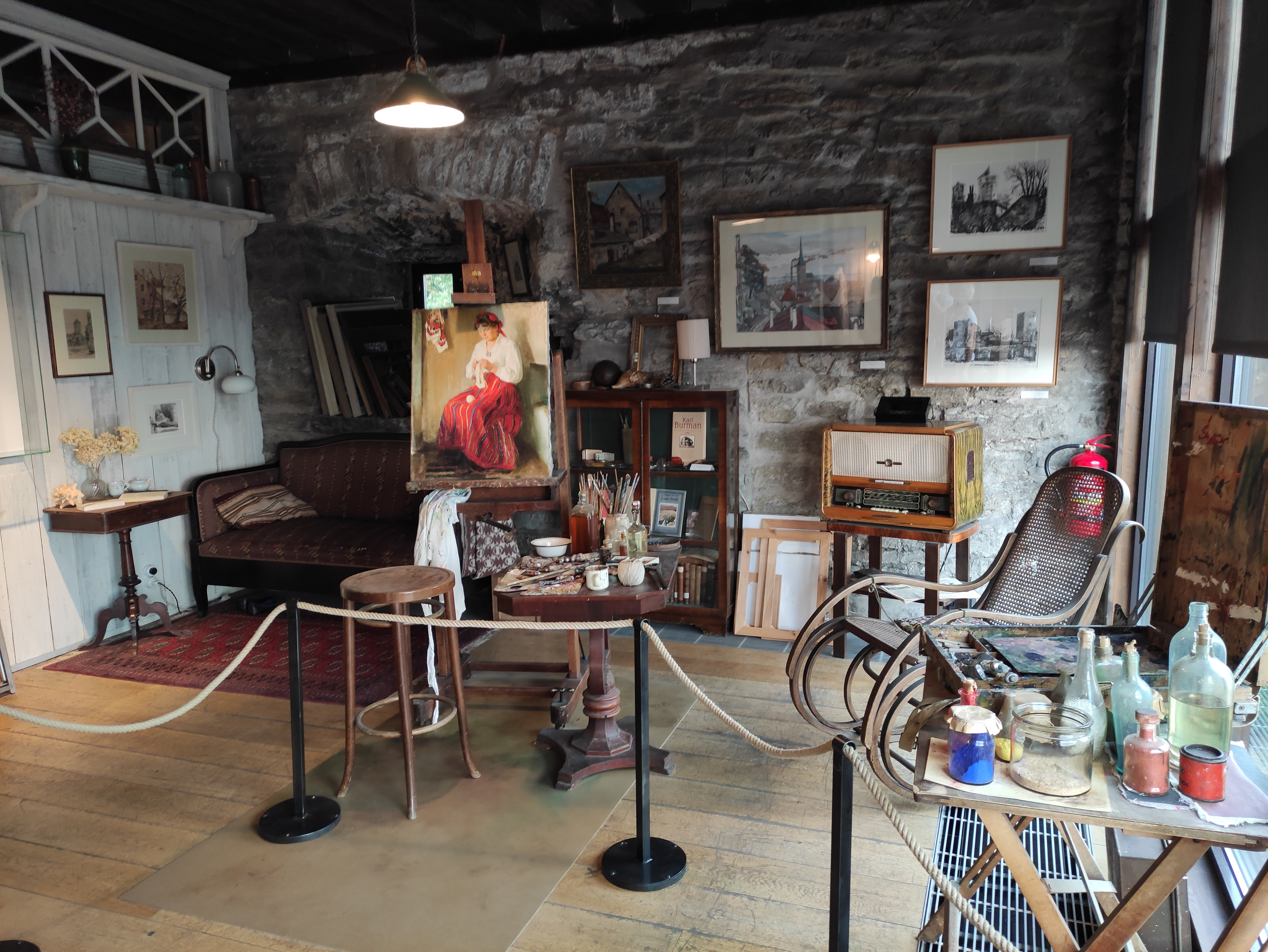
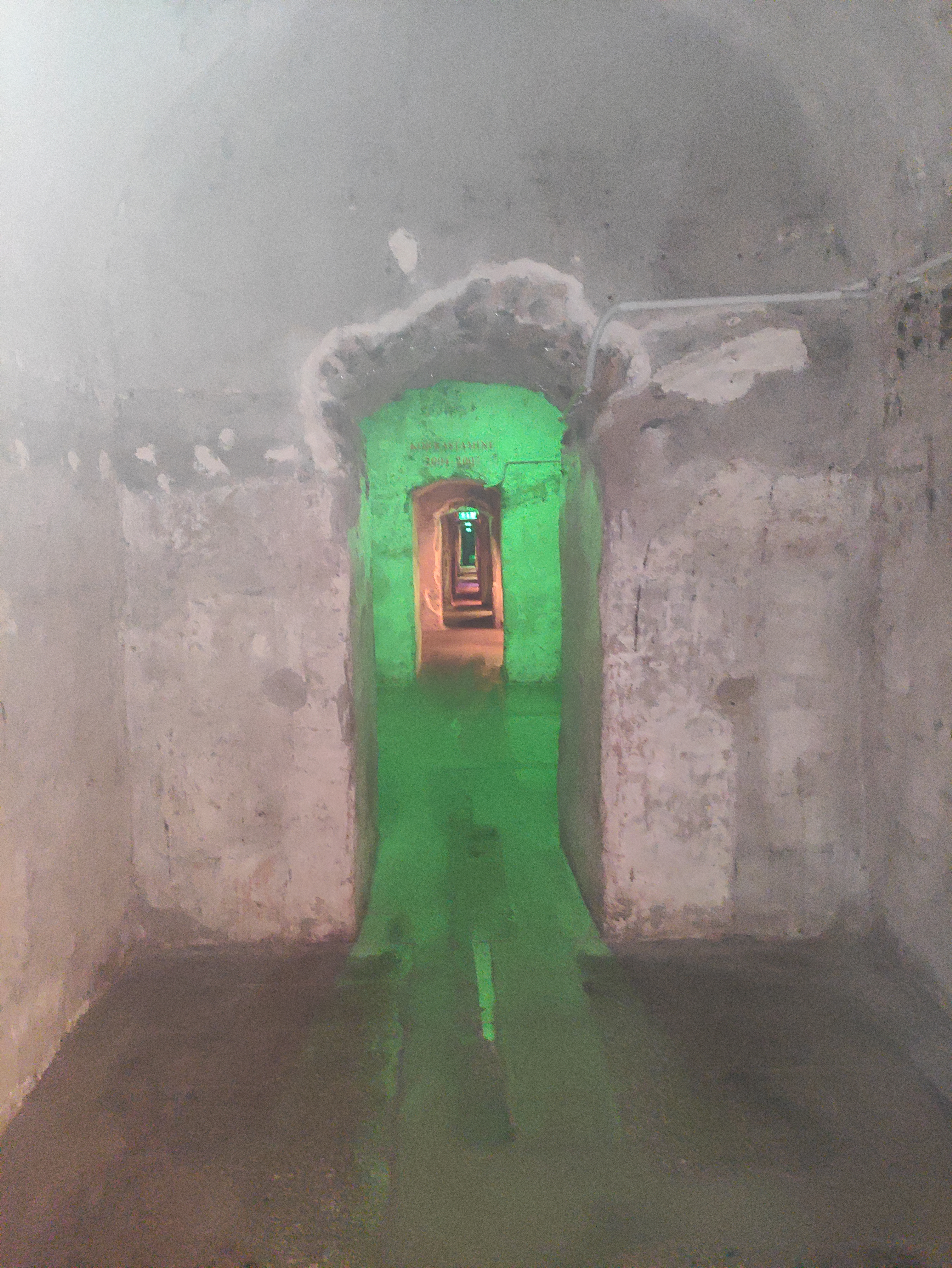
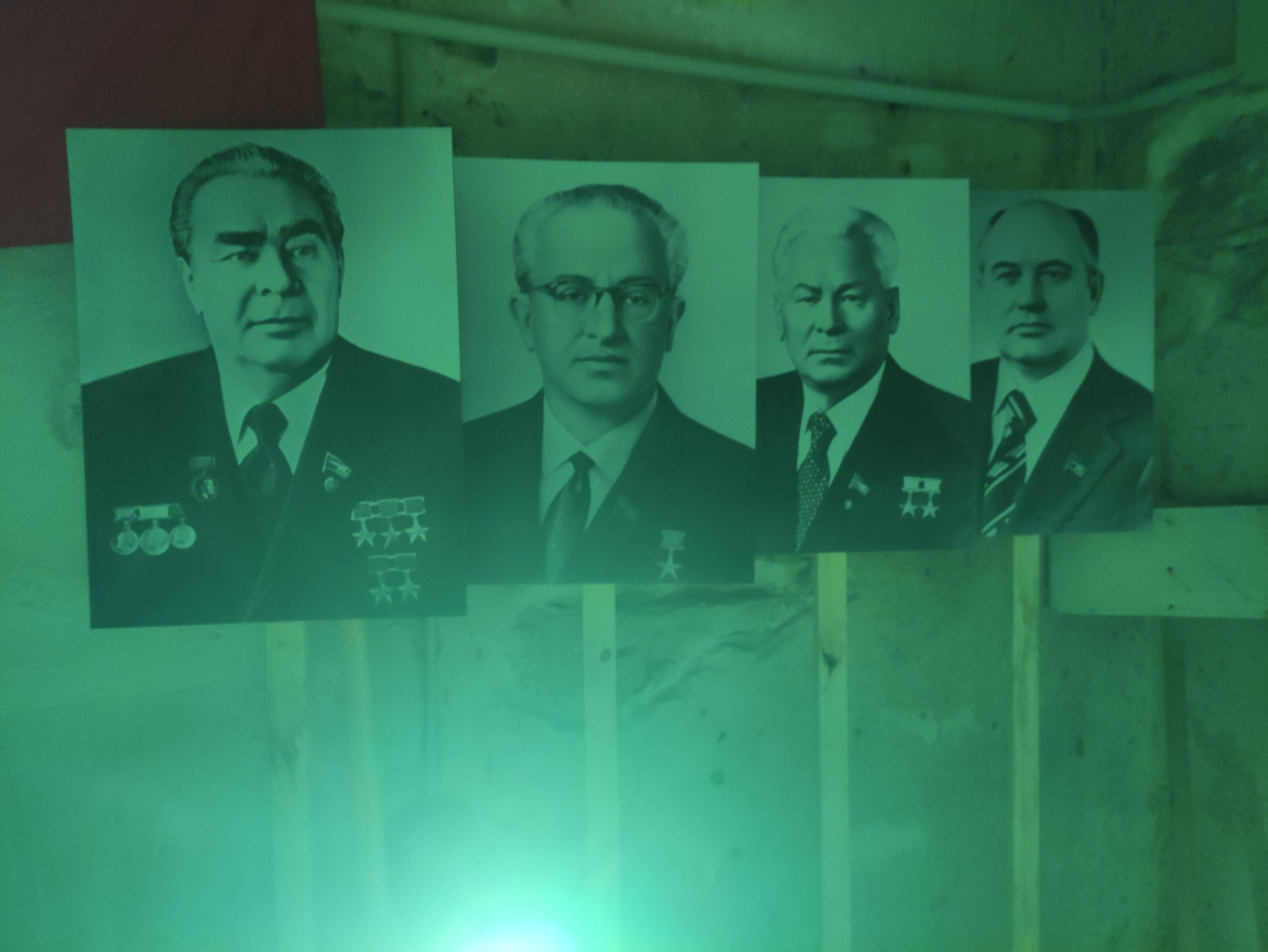
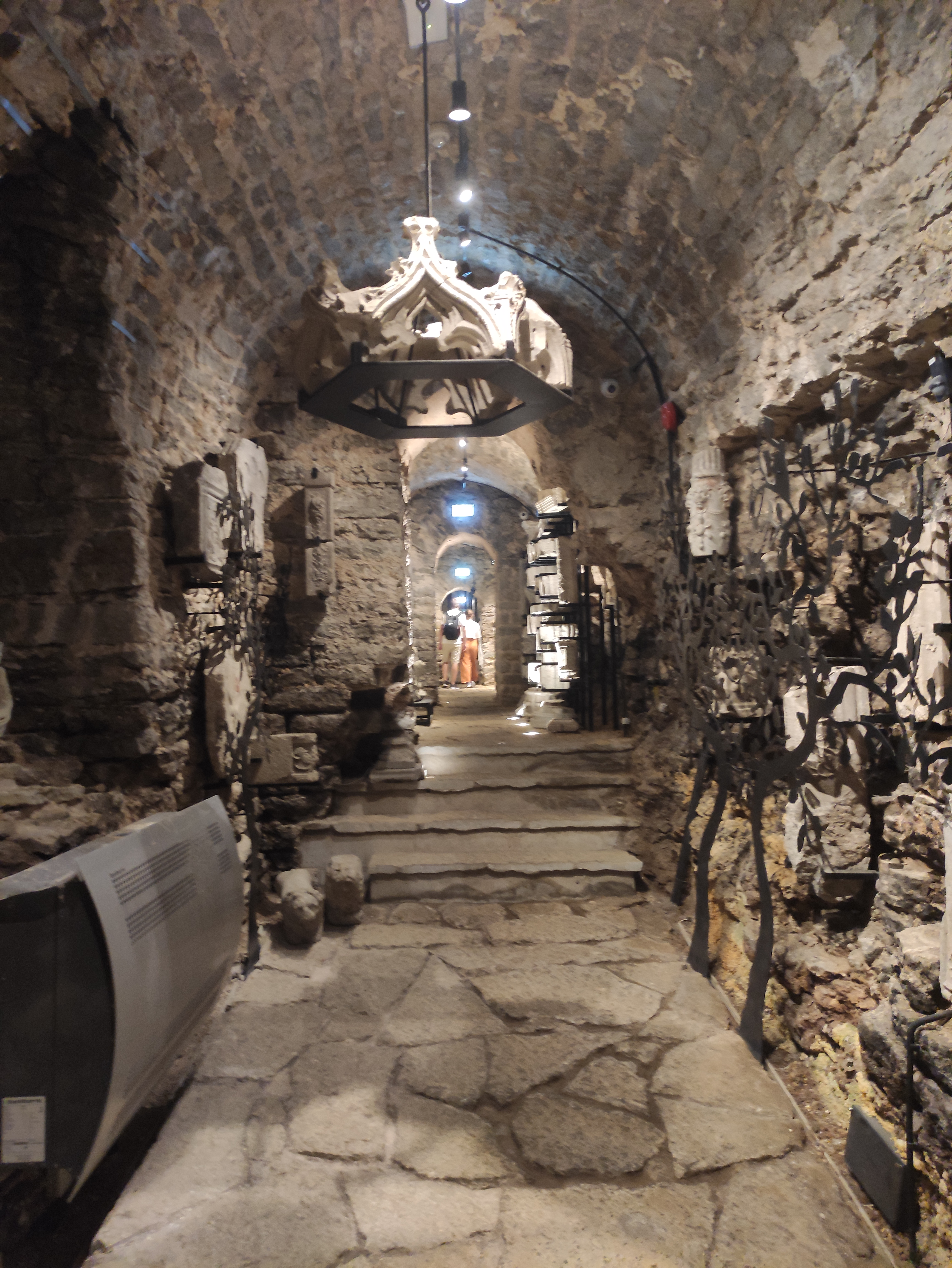
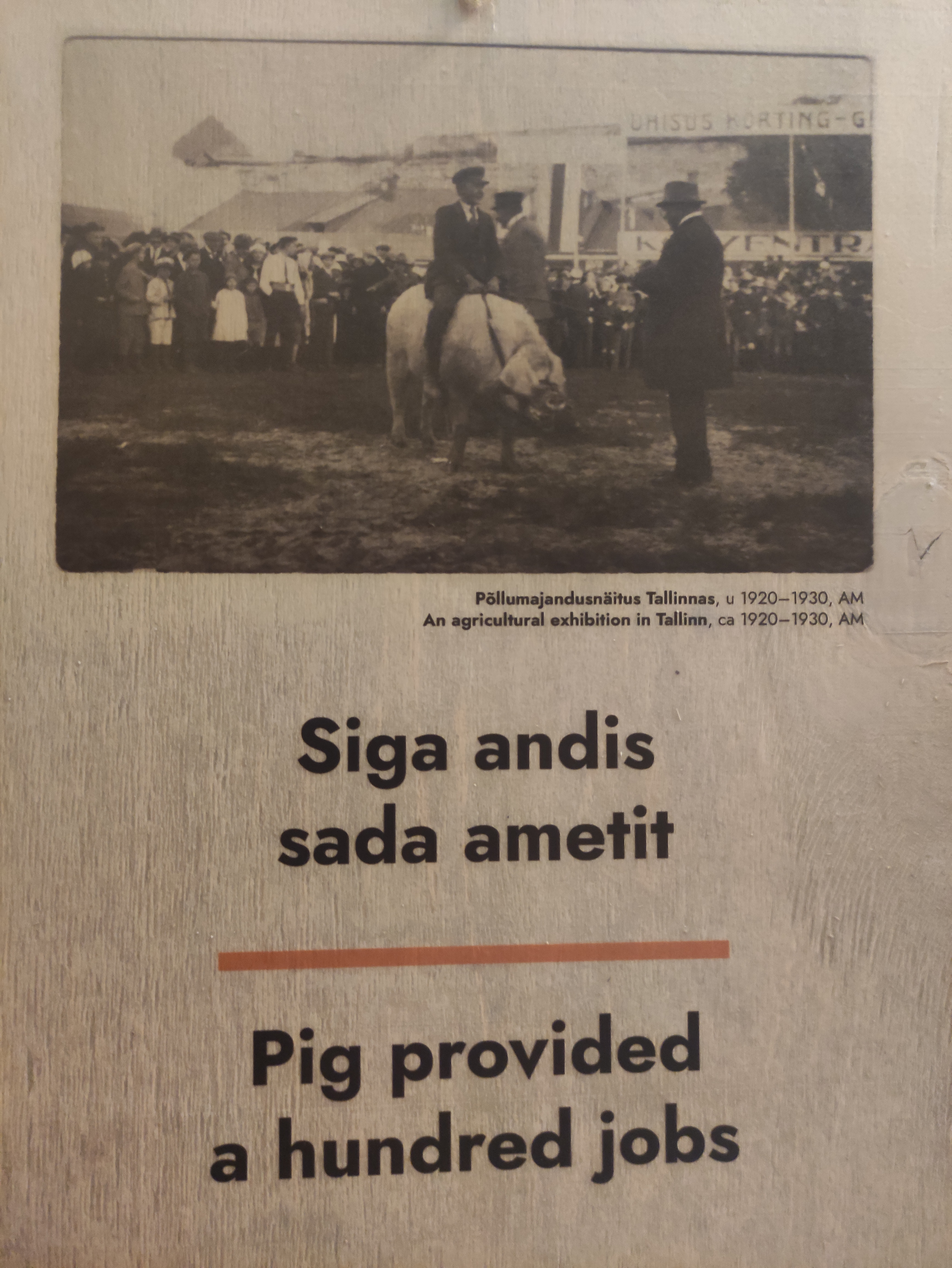
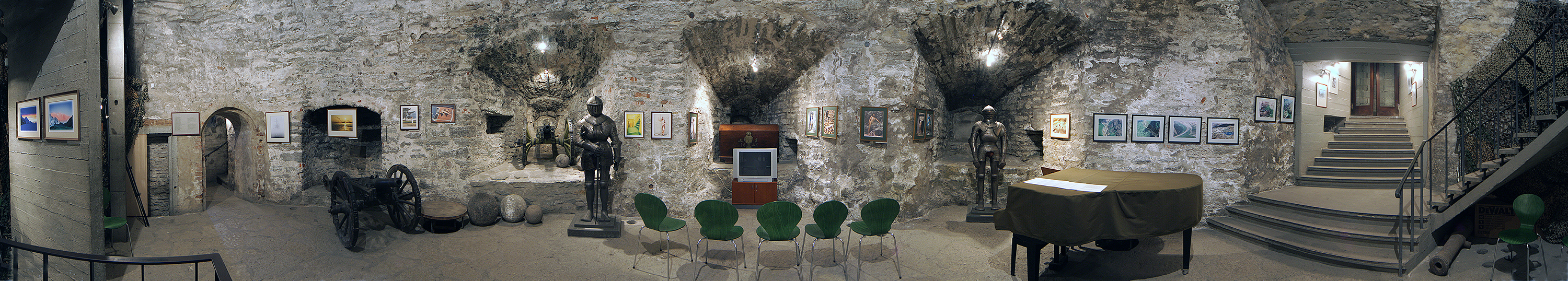